# Sonet 125 (William Szekspir)

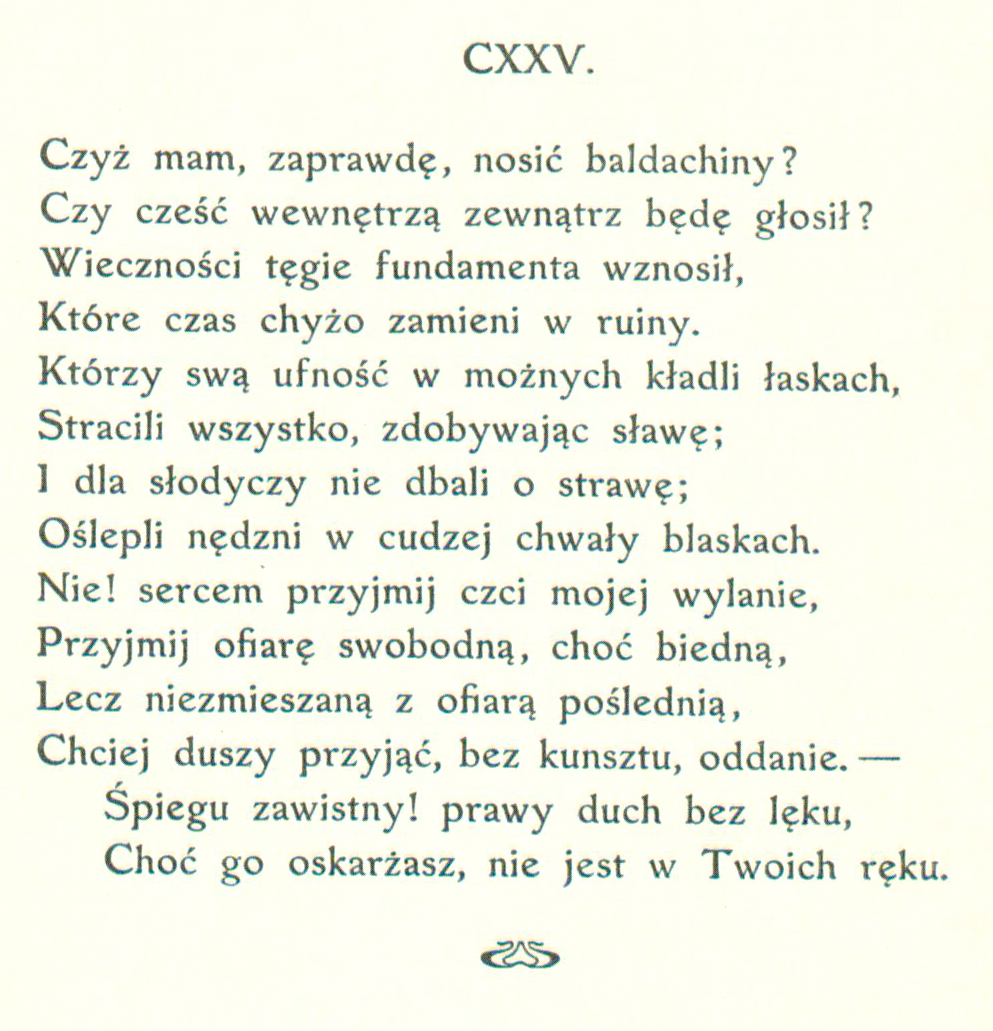
Pierwszy przekład sonetu 125 na język polski z 1913 przez ks. Marię Sułkowską.

Were't aught to me I bore the canopy,

With my extern the outward honouring,

Or laid great bases for eternity,

Which proves more short than waste or ruining?

Have I not seen dwellers on form and favour

Lose all and more by paying too much rent

For compound sweet, forgoing simple savour,

Pitiful thrivers, in their gazing spent?

No; let me be obsequious in thy heart,

And take thou my oblation, poor but free,

Which is not mixed with seconds, knows no art,

But mutual render, only me for thee.

Hence, thou suborned informer! a true soul
When most impeached stands least in thy control.

Mam ja baldachim nosić nad twą głową,

Zewnętrznym hołdem czcić zewnętrzność twoją

I o budowie myśleć za budową,

Co się przed czasem przecież nie ostoją?

Iluż tom widział takich, co stracili

Wszystko i więcej, drogo płacąc za to,

Że, mając skromną strawę każdej chwili,

Chcieli w swej pysze ucztować bogato!

Nie! Ja w twem sercu chcę ci składać modły,

Przyjmij ofiarę: biedną, lecz z niej płynie

Szczerość, nie mąci jej dodatek podły:

Pragnę, byś moim był, ja twym jedynie.

Odstąp, potwarco! Nigdy wiernej duszy
Choćby największa potwarz nie poruszy.

Sonet 125 (incipit WEr't ought to me I bore the canopy) – jeden z cyklu 154 sonetów autorstwa Williama Szekspira. Po raz pierwszy został opublikowany w 1609 roku.
Sonety 123, 124 i 125, mogą być uważane za poetycki komentarz do wspaniałego roku 1603–1604, kiedy to wielu poetów składało literackie hołdy nowemu królowi Anglii Jakubowi I Stuartowi, jednakże William Szekspir tego nie uczynił. 

## Treść
W sonecie tym podmiot liryczny, przez niektórych badaczy utożsamiany z autorem, praktycznie kończy cykl sonetów poświęconych Młodzieńcowi, określa swoją miłość jako odrębną od i trwalszą od politycznych struktur i publicznych ceremonii z nimi związanych, a jej prostolinijność jako najlepszą obronę przed upływem czasu.
Odniesienie do baldachimu w pierwszym wersie może być nawiązaniem do współczesnemu poecie, triumfalnego przemarszu nowego króla przez Londyn, natomiast podstawa czy też fundament do piramid uświetniających łuki triumfalne wzniesionych w Londynie, celem uświetnienia przemarszu nowego króla. 

## Polskie przekłady
| 1913 |  | Czyż mam, zaprawdę, nosić baldachiny?                 |  | Maria Sułkowska     | [ 10 ] |
| 1922 |  | Mam ja baldachim nosić nad twą głową,                 |  | Jan Kasprowicz      | [ 4 ]  |
| 1948 |  | Cóż mi z tego, żem niósł baldachim wspaniały          |  | Władysław Tarnawski | [ 11 ] |
| 1968 |  | Nie dla mnie, bym przy drążku szedł, przy baldachimie |  | Marian Hemar        | [ 12 ] |
| 1978 |  | Miałżebym nosić baldachim na tobą,                    |  | Bohdan Drozdowski   | [ 13 ] |
| 1979 |  | Czy słusznie, abym baldachim podnosił,                |  | Maciej Słomczyński  | [ 14 ] |
| 2011 |  | Cóż by to dało, gdybym dźwigał baldachimy,            |  | Stanisław Barańczak | [ 7 ]  |
| 2015 |  | I cóż mi, choćbym obnosił baldachim                   |  | Ryszard Długołęcki  | [ 15 ] |